# Radio (bài hát của Lana Del Rey)
"Radio" là một bài hát của nữ nghệ sĩ người Mỹ Lana Del Rey thu âm cho album phòng thu thứ hai của cô, Born to Die (2012).

## Âm nhạc và ca từ
Được biên soạn bởi Del Rey và Justin Parker, "Radio" là một bài hát thuộc dòng nhạc indie pop với tổng độ dài ba phút và ba mươi tư giây (3:34). Lindsay Zoladz từ Pitchfork Media đã nhấn mạnh rằng đây là một bài hát khá "trơn tru" và tình cảm, và gọi đấy là một "tuyên bố thẳng thắn về mục đích" của album, Born to Die (sinh ra để chết đi), mà trong đó, Del Rey đã hát: "Baby love me 'cause I'm playing on the radio/How do you like me now?" ("Cưng yêu em vì em đang nói trên đài phát thanh/Làm thế nào để anh thích em bây giờ!"). Andrew Hampp từ tạp chí Billboard cũng bình luận rằng thật "khó khăn để nói dù cho cô ấy đang hát về một người đàn ông hay về cái danh vọng mà cô ấy đã không màng mệt mỏi theo đuổi và sau đó bị sa thải trong vài tháng qua."

## Xếp hạng
| Bảng xếp hạng (2012) | Vị trí cao nhất |
| -------------------- | --------------- |
| Pháp (SNEP)          | 67              |